# 富蘭克林山
. . United States Geological Survey.   [2012-04-06].
富蘭克林山（英語：Mount Franklin），是南極洲的山峰，位於愛德華七世地，處於布雷肯里奇峰和華盛頓嶺之間，屬於洛克菲勒山脈的一部分，在1929年1月27日由美國探險隊發現，現時由南極條約體系管理。
78°5′S 154°57′W / 78.083°S 154.950°W